# Trattato di Costantinopoli (1724)
Il trattato di Costantinopoli (in russo Константинопольский договор?) del 1724, trattato russo-ottomano o trattato per la spartizione della Persia (Iran Mukasemenamesi) è stato un accordo firmato il 12 giugno da Impero ottomano e Russia per la spartizione del territorio della Persia.

## Contesto
All'inizio del XVIII secolo Russia e Impero Ottomano erano impegnati in una competizione per cercare di accaparrarsi i territori della Persia portando i due Paesi sull'orlo della guerra in particolare per l'occupazione di Gandjeh. Per scongiurare un nuovo conflitto russo-turco, la Francia intervenne e grazie alla sua mediazione riuscì a favorire un accordo.

## Il trattato
Ai sensi del trattato le terre a est della confluenza tra il fiume Kura ed l'Aras sarebbero andate ai russi mentre la porzione a ovest agli ottomani.